# Submarino Tipo 212
El submarino convencional tipo 212 es un diseño altamente avanzado de vehículo no nuclear desarrollado por la Howaldtswerke-Deutsche Werft GmbH para la Armada de Alemania y la Marina Militare Italiana. Es un submarino de quinta generación.
Este submarino posee un sistema de propulsión diésel y un sistema adicional de propulsión independiente de aire (AIP), que utiliza una membrana de intercambio de protones en células de combustible alimentadas por hidrógeno almacenado en tanques construidos en hidruros metálicos fabricadas por Siemens. El submarino puede operar a altas velocidades con la energía diésel o el sistema AIP para un avance silencioso, manteniéndose sumergido por poco más de tres semanas sin necesidad de subir a la superficie y sin generar calor excesivo. Asimismo, el sistema no presenta vibraciones, es extremadamente silencioso y virtualmente indetectable.
El submarino está equipado con un sistema de sonar integrado DBQS-40 (CSU 90), sonar cilíndrico de arrastre para la detección de frecuencia pasiva/media, y un sonar de arrastre remolcado TAS-3 para la baja frecuencia, sonar de flanco FAS-3-1 para la detección de baja / media frecuencia, sonar pasivo y un sistema de interceptación de sonar hostil. Sonar pasivo PRS-3-15 para calcular datos del objetivo.(PRA). El sonar activo de alta frecuencia para la detección de minas es el Atlas Elektronik MOA 3070 (MAS). Sonar Activo (CTA) para la determinación del alcance y rumbo del objetivo, (ubicado en vela). El periscopio de búsqueda es el SERO Zeiss Optronik 14 con telémetro óptico, cámara térmica y el sistema de posicionamiento global. El periscopio de ataque Zeiss SERO 15 está equipado con un telémetro láser. El sistema de propulsión combina un sistema convencional que consta de un generador diésel con una batería de plomo-ácido y una propulsión independiente de aire, sistema (AIP), utilizado para acciones silenciosas de crucero lento, con una pila de combustible equipado con oxígeno líquido y almacenamiento de hidrógeno. El sistema consta de nueve PEM (membrana de electrolito de polímero), las células de combustible, proporcionando entre 30 kW y 50 kW cada uno.

## Historia

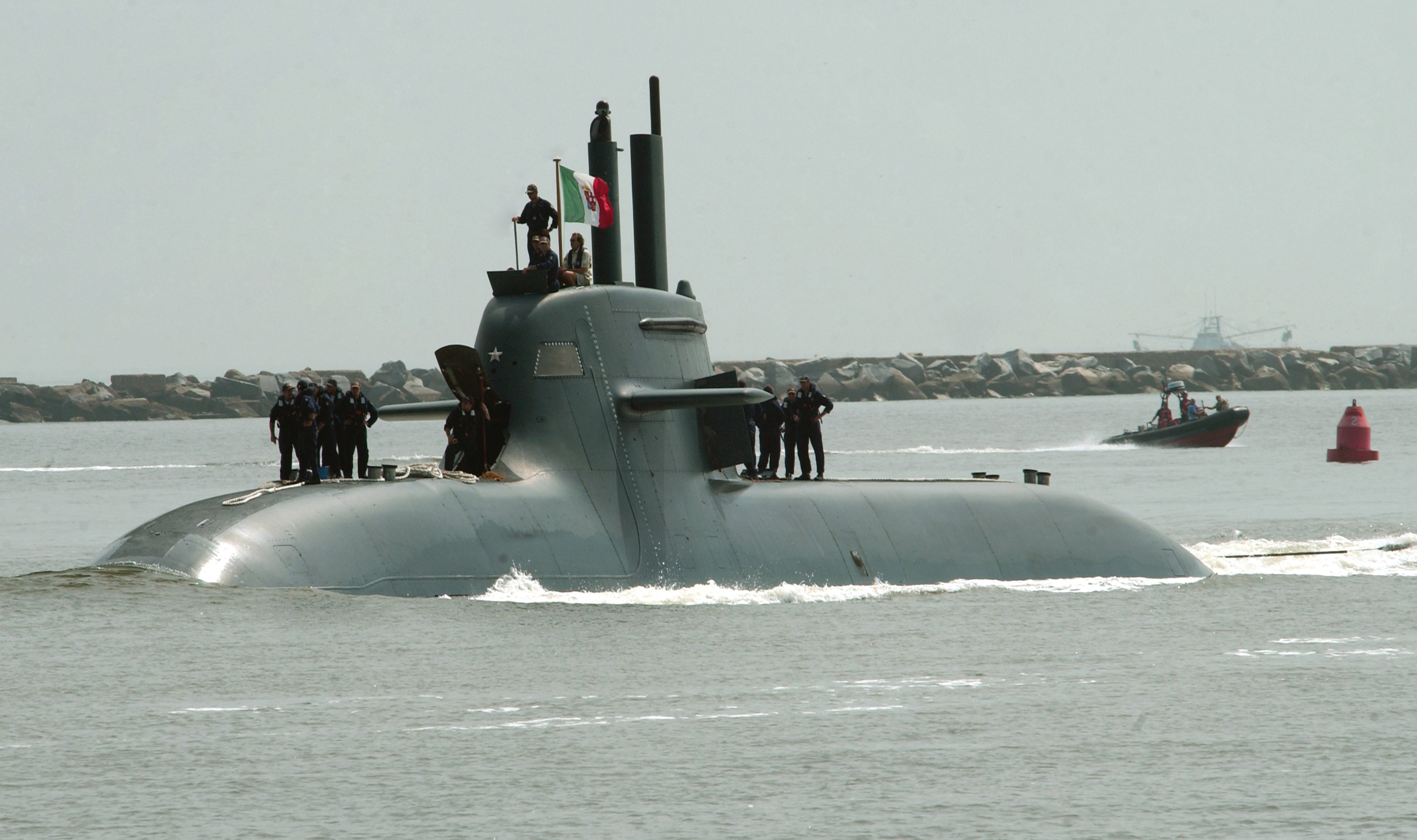
El submarino italiano Salvatore Todaro en el año 2008.

En 1987 comienza el desarrollo del Tipo 212 con la forma Taktische Forderung / Taf (del alemán: Taktische Forderung / Taf ‘Requisito Táctico’). La etapa de diseño culmina en 1992, ordenándose 4 submarinos para que estuvieran listos en el 2003.
Son los primeros armados con misiles para su defensa puntual, el sistema IDAS.

## Italia
La Marina Italiana adquirió dos submarinos Tipo U 212, con opción a otros dos. Se fabricarán bajo licencia en los astilleros Fincantieri de Trieste.

## Lista de submarinos
| Nombre       | Entrada en servicio    | Baja |
| ------------ | ---------------------- | ---- |
| U 31 - S 181 | 19 de octubre de 2005. |      |
| U 32 - S 182 | 19 de octubre de 2005. |      |
| U 33 - S 183 | 13 de junio de 2006.   |      |
| U 34 - S 184 | 3 de mayo de 2007.     |      |
| U 35 - S 185 | 23 de marzo de 2015.   |      |
| U 36 - S 186 | 10 de octubre de 2016. |      |

| Nombre                   | Entrada en servicio    | Baja |
| ------------------------ | ---------------------- | ---- |
| Salvatore Todaro - S 526 | 29 de marzo de 2006.   |      |
| Sciré - S 527            | 19 de febrero de 2007. |      |
| Pietro Venuti - S 528    | 6 de julio de 2016.    |      |
| Romeo Romei - S 529      | 11 de mayo de 2017.    |      |
| Sin nombre (U212 NFS)    | 2027                   |      |
| Sin nombre (U212 NFS)    | 2029                   |      |
| Sin nombre (opción)      | 2031 (si se confirma)  |      |
| Sin nombre (opción)      | 2033 (si se confirma)  |      |

### Submarinos similares
- Clase S-80
- Clase Scorpène
- Clase Amur
- TR-1700
- Clase Gotland